# Ilie Verdeț

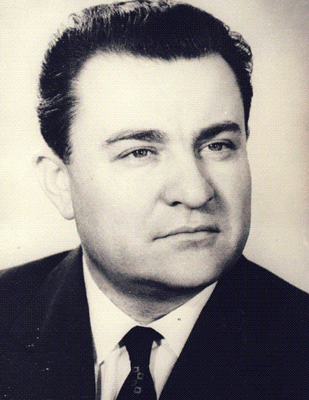
Ilie Verdeț

Ilie Verdeț (Comănești, 10 mei 1925 - Boekarest, 20 maart 2001) was een Roemeens politicus.

## Biografie
Ilie Verdeț studeerde economie in Boekarest en studeerde in diezelfde stad aan de Hogere Partijschool van de Roemeense Communistische Partij (PCR). In 1945 werd hij lid van de PCR. Hij bekleedde lokale posten in de Banaat en werkte daarna als sectiehoofd van het Centraal Comité van de PCR. Nadien was hij regionaal secretaris van de RCP in het District Hunedoara (Transsylvanië) (1954-1956). Van 1955 tot 1960 was hij kandidaat-lid van het Centraal Comité en daarna sinds juni 1960 stemhebbend lid. Hij was van maart - juli 1960, maart 1974 - maart 1978, oktober 1982 - november 1984 secretaris van het Centraal Comité. Van 1966 tot 1977 was hij lid van het Uitvoerende Comité en het Permanente Presidium van het Centraal Comité. Hij was daarna lid van het invloedrijke Permanente Presidium van het Politieke Uitvoerende Comité van het Centraal Comité. Dit orgaan bestond louter uit mensen die zeer loyaal waren aan president en partijleider Nicolae Ceaușescu.

## Ministerschap
Ilie Verdeț bekleedde ook ministersposten. Hij was van 20 juli 1965 tot 1 juni 1967 vicepremier en van 1 juni 1967 tot 29 maart 1974 eerste vicepremier onder premier Ion Maurer. Van 29 maart 1974 tot 18 maart 1975 was hij voorzitter van de Economische Raad, iets wat vergelijkbaar is met het onderminister- of staatssecretarisschap van Economische Zaken in een Westers land.
In 1977 zond Ceaușescu Illie Verdeț naar de Jiu Vallei om een einde te maken aan de mijnwerkersstaking aldaar. Verdeț trachtte tevergeefs te onderhandelen met de mijnwerkers, maar slaagde daar niet in en werd twee dagen gegijzeld.
Van 7 maart 1978 tot 30 maart 1979 was Verdeț opnieuw eerste vicepremier en bekleedde hij het voorzitterschap van de Staatsplanningscommissie. Verdeț werd voorzitter van de Staatsplanningscommissie na een grootscheepse "hervorming" zijn voorganger Mihai Marinescu werd weggezuiverd. Verdeț en Cornel Burtica.
Van 1974 tot 1978 en van 1980 tot 1985 was hij voorzitter van de Werkers' Controle Raad over Economische en Sociale Activiteiten.

## Premier
Ilie Verdeț volgde op 30 maart 1979 Manea Mănescu op als voorzitter van de Raad van Ministers (dat wil zeggen premier). Net als Mănescu was Verdeț een zwager van president en partijleider Nicolae Ceaușescu. Ilie Verdeț was getrouwd met een zuster van de dictator. Hij trachtte de financiële en economische crisis het hoofd te bieden, maar slaagde hier niet in. In 1981 brak in de mijnwerkersstad Motrul vanwege voedselgebrek een staking uit die gewelddadige vormen aannam. Ceaușescu ging met een helikopter naar het gebied om er poolshoogte te nemen, maar zijn helikopter werd door demonstraten bekogeld. Toen de economische situatie in Roemenië steeds ernstiger werd werd vicepremier en minister van Buitenlandse Handel Cornel Burtica - een neef van Ceaușescu - naar Brussel gezonden om de Europese Economische Gemeenschap (EEG) te vragen de grenzen open te stellen voor Roemeense producten. Verdeț vroeg namens de regering uitstel van betaling aan bij buitenlandse banken waarbij Roemenië leningen had afgesloten.
Ilie Verdeț werd op 21 mei 1982 als premier vervangen door Constantin Dăscălescu. Met Verdeț werden nog meer politici vervangen, waaronder Cornel Burtica.
Na zijn aftreden als premier was Verdeț van mei tot oktober 1982 vicevoorzitter van de Staatsraad (voorzitter: Nicolae Ceauşescu). Van 19 oktober 1985 tot 21 juni 1986 was hij minister van Mijnbouw. Vanaf 24 november 1986 was voorzitter van de Centrale Controlecommissie van de PCR.
Ilie Verdeț was tevens sinds 1961 van de Grote Nationale Vergadering.

## Rol tijdens deRoemeense Revolutie
Na de arrestatie en executie van Nicolae en Elena Ceaușescu (december 1989), tijdens de Roemeense Revolutie, vormde Verdeț een voorlopige regering, die echter al na twintig minuten werd ontbonden.
In 1990 richtte hij de Socialistische Arbeiderspartij (Partidul Socialist al Muncii) op. Voor die partij werd hij bij de parlementsverkiezingen van 27 september 1992 in de Kamer van Afgevaardigden gekozen, bij de daaropvolgende verkiezingen werd hij echter niet meer herkozen en bepaalde de PSM geen zetel meer.

## Verwijzingen
1. ↑  Het voorzitterschap van de Staatsplanningscommissie staat ongeveer gelijk aan het ministerschap van Economische Zaken in een Westers land
2. ↑  Winkler Prins Jaarboek 1980, blz. 258, red. Winkler Prins
3. ↑  Winkler Prins Jaarboek 1982, blz. 242, red. Winkler Prins
4. ↑  Asociatia Romana de Frecat Menta - Opinii despre alegeri